# 木村殖
木村 殖（きむら しげる、1905年 - 1974年12月22日）は、日本の登山家、山岳ガイド、山小屋経営者。北アルプス山中の上高地に永く定住し、山小屋の経営などにあたるかたわら、第二次世界大戦の前後を通して千数百件におよぶ山岳遭難救助活動を行なった。

## 経歴
1905年当時の長野県南安曇郡三田村田多井（現在の安曇野市堀金三田田多井）に生まれる。
1925年、志願兵として陸軍第19師団歩兵第75連隊に入り、会寧の国境守備大隊に配置された。入営後1年半ほどしてから、選抜されて陸軍歩兵学校に学んだ。
兵役を終えた後、外交官を志し、普通文官試験の受験勉強に取り組むべく、1927年に父親が管理人をしていた上高地の温泉ホテルに住み込む。以降、上高地に住み着き、内野常次郎に従って山を歩き、狩猟を学んだ。
1933年に上高地帝国ホテルが建設されたときに、管理人となり、ホテルの近くに山小屋を建て、管理人としての仕事を続けるかたわら上高地で唯一の山小屋「木村小屋」を経営するようになった。
永く山岳遭難の救助活動に当たり、1956年に北アルブス南部遭難対策協議会が設けられた際には遭難救助隊長、のち協議会の機構改革によって救助部長となった。長年の活動に対して、1963年に警察庁長官から警察協力賞を受けた。
1969年には、自伝『上高地の大将』を出版した。
1970年には、勲六等単光旭日章を受章した。
1974年12月22日、「木村小屋」にいた木村は呼吸困難で倒れ、松本市内の国立松本病院に自衛隊のヘリコプターで搬送されたが、急性肺炎のために急死した。
木村が常駐していた「木村小屋」は、1994年に取り壊され、跡地には上高地帝国ホテルの従業員宿舎が建てられた。

## 著書
- 上高地の大将、実業之日本社、1969年